# 威斯康星大學普拉特維爾分校
威斯康星大學普拉特維爾分校（University of Wisconsin–Platteville，亦稱：UW–Platteville）是威斯康星大學系統內、位於美國威斯康星州普拉特維爾的一所公立大學，成立於1866年。1959年威斯康星州立學院（Wisconsin State College）和威斯康星州理工學院（Wisconsin Institute of Technology）全部併入該校，使其規模大幅擴大。 2015年《美國新聞與世界報道》在“中西部地區大學”排名中將其列在第80位。